# Eugênio Mohallem
Eugênio Mohallem é um redator publicitário nascido em Itajubá, no estado de Minas Gerais.
Trabalhou em agências como DM9DDB, Talent e AlmapBBDO onde, por quatro anos, dividiu a direção de criação com Marcello Serpa. Foi presidente e diretor de criação da Mohallem/Artplan de julho de 2009 a agosto de 2011. Foi redator sênior na agência Africa de janeiro a agosto de 2012.
Desde novembro de 2012, é diretor de criação da agência Y&R.
Com mais de 350 peças premiadas, é um dos redatores mais reconhecidos de toda a história do Clube de Criação de São Paulo. Entre seus trabalhos mais destacados, estão campanhas para Havaianas, Bayer, Mizuno, Apple, Folha, Estadão, Veja, Pepsi, Sharp e Valisére.
Recebeu nove leões no Festival de Cannes,  além de diversas premiações no Fiap, Art Directors, One Show e Clio Awards. Foi eleito o profissional do ano 2000 pela Associação dos Profissionais de Propaganda (APP Brasil). Venceu duas vezes o Prêmio Caboré, na categoria profissional de criação do ano.
Em 2004,  lançou o livro de citações Razões para Bater num Sujeito de Óculos, da editora Planeta.